# Вакциниум овалолистный
Вакциниум овалолистный или Черника овальнолистная, Голубика амурская (лат. Vaccinium ovalifolium) — вид растений рода Вакциниум (Vaccinium) семейства Вересковые (Ericaceae). Существует три разновидности.

## Ботаническое описание
Раскидистый кустарник, достигающий в высоту 1,5 м. Цветки розовые, длиной около 6 мм. Плоды — тёмно-синие ягоды, часто чёрные, иногда с восковым налётом. Листья продолговато-округлые или яйцевидные, цельно-крайние или с мелкими реснитчатыми зубчиками, 2—5 см длины и 1—2,5 см ширины, матовые, светло-зеленые. Цветет при не полностью распустившихся листьях, в мае — июне, ягоды созревают в августе — сентябре.

## Распространение и экология
На Дальнем Востоке произрастает в Хабаровском крае (по побережью от Советской Гавани и севернее), Сахалине (кроме северной части п-ова Шмидта), на Курилах (Кунашир, Итуруп‚ Парамушир, Аланд) и Командорских островах. Произрастает в северных регионах Северной Америки, включая субарктику.
Растет в увлажненных, и не заболоченных местах, на опушках и среди елово-пихтовых лесов на горных склонах, поднимаясь до их верхнего предела; часто — в горных каменноберезняках, местами достигает гольцов.

## Таксономия
Вакциниум овалолистный был впервые описан английским ботаником Джеймсом Эдвардом Смитом в The Cyclopaedia or Universal Dictionary of Arts, Sciences and Literature (Abraham Rees, London. 36: Vaccinium #2. 1817) по образцу, собранному на Аляске британским ботаником Арчибальдом Мензисом в 1787—1788 годах.

## Разновидности
Помимо номинативной, выделяют две разновидности таксона.
Номинативная разновидность Vaccinium ovalifolium var. ovalifolium встречается как на восточной, так и на западной стороне Тихого океана. В Северной Америке она распространена в Канаде (в Альберте, Британской Колумбии, Ньюфаундленде, Новой Шотландии, южной части Онтарио, южной части центрального Квебека и южной территории Юкона) и США (на юге Аляски, в Айдахо, на севере Мичигана, в Орегоне, на западе Южной Дакоты и в штате Вашингтоне); в Евразии — в России (на Камчатке, на юге Курильских островов, в Приморском крае и на Сахалине) и Японии (на Хоккайдо, в центральной и северной части Хонсю).
Ареал других разновидностей ограничен Японией и Россией:
- Vaccinium ovalifolium var. sachalinense встречается только на Сахалине в России и на Хоккайдо в Японии[9];
- Vaccinium ovalifolium var. alpinum встречается только в горах Тайсецудзан и Хидака и на Хоккайдо[2].

## Значение и применение
Ягоды используется для приготовления джемов и желе, а также для приготовления ликёра. Травяной чай с черникой делают как из листьев, так и из сока самой черники. В России ягоды также используются для изготовления красителей, в том числе с использованием танина.
Зимой кустарник является важным источником пищи для оленей, коз и лосей, а летом его нектаром питаются колибри.